# Bernd Friede
Bernd Friede (* 18. Februar 1980 in Klagenfurt) ist ein ehemaliger österreichischer Handballspieler.

## Karriere
Der 1,91 Meter große und 93 Kilogramm schwere Rückraumspieler spielte bis zum Jahre 1999 beim HC Kärnten. Anschließend wollte Friede nach St. Pölten wechseln, jedoch musste der dortige Verein Konkurs anmelden. Somit schloss er sich Alpla HC Hard an. Nachdem der Rückraumspieler zwischen 2008 und 2010 für den Schweizer Erstligisten TSV St. Otmar St. Gallen auflief, kehrte er wieder zu Alpla HC Hard zurück. Nach der Saison 2013/14 beendete er dort seine Laufbahn. Nachdem der Alpa HC Hard zu Beginn der Saison 2014/15 mit Verletzungsprobleme zu kämpfen hatte, wurde Friede wieder in den Kader aufgenommen. Während seiner Karriere gewann er mit Alpla HC Hard 2003, 2012, 2013 und 2014 die österreichische Meisterschaft, sowie 2004/05, 2007/08 und 2013/14 den ÖHB-Cup. Außerdem wurde Friede 2011/12 von der Handball Liga Austria zum „Handballer des Jahres“ gewählt.
Mit Hard spielte er im EHF Challenge Cup (2001, 2002, 2003, 2005, 2007, 2008), der EHF Champions League (2004) und dem Europapokal der Pokalsieger (2006), mit St. Gallen im EHF-Pokal (2009).
Für die österreichische Nationalmannschaft erzielte Friede in 62 Länderspielen 114 Tore. Er nahm während seiner Länderspiellaufbahn an der Europameisterschaft 2010 sowie an der Handball-Weltmeisterschaft der Männer 2011 teil.

## HLA-Bilanz
| Saison    | Verein        | Spielklasse | Tore | 7-Meter   | Feldtore |
| --------- | ------------- | ----------- | ---- | --------- | -------- |
| 2010/11   | Alpla HC Hard | HLA         | 103  | 6/10      | 97       |
| 2011/12   | Alpla HC Hard | HLA         | 115  | 13/22     | 102      |
| 2012/13   | Alpla HC Hard | HLA         | 82   | 9/14      | 73       |
| 2013/14   | Alpla HC Hard | HLA         | 81   | 13/17     | 68       |
| 2010–2014 | gesamt        | HLA         | 381  | 41 (65 %) | 340      |

## Erfolge
- 1× HLA „Handballer des Jahres“ 2011/12
- 4× Österreichischer Meister (mit dem HC Hard)
- 3× Österreichischer Pokalsieger (mit dem HC Hard)